# 舊貝利普萊斯 (加利福尼亞州)
舊貝利普萊斯（英語：Old Bailey Place）是位於美國加利福尼亞州門多西諾縣的一個非建制地區。該地的面積和人口皆未知。

## 地理
舊貝利普萊斯的座標為39°10′05″N 123°28′57″W / 39.16806°N 123.48250°W，而該地的平均海拔高度為289米（即948英尺）。